# Colbeck Basin
Colbeck Basin är en bassäng i Antarktis. Den ligger i havet utanför Västantarktis. Nya Zeeland gör anspråk på området.